# Gare de Valimo
La gare de Valimo (en finnois : Valimon rautatieasema, en suédois : Gjuteriets järnvägsstation) est une gare ferroviaire du transport ferroviaire de la banlieue d'Helsinki située au centre de la zone industrielle de Pitäjänmäki à Helsinki en Finlande.

## Situation ferroviaire
La gare de Valimo est à 7,0 kilomètres de la gare centrale d'Helsinki entre la gare de Huopalahti et la gare de Pitäjänmäki.

## Histoire
La gare ouvre le 1er décembre 1949 sous le nom de halte de Strömberg.
Elle est alors utilisée exclusivement par les employés de l'usine de Strömberg.
Dans les années 1970, elle est déplacée de 300 m et elle est renommée gare de Valimo le 30 mai 1976.

## Service des voyageurs
La gare de Valimo est desservie par les trains de banlieue A et L.
La gare est desservie par des trains A vers Helsinki et Leppävaara pendant la journée.
La nuit, la gare est desservie par un train L entre Helsinki et Kirkkonummi.
Les trains circulent en semaine de 16 h à 1h30 environ.
La gare de Valimo est le terminal de la ligne de bus 54:
- 54 Itäkeskus - Pukinmäki - Lassila - Valimo

Et les bus de la ligne 37 et ainsi que les bus régionaux de la série 300 parcourent la Seututie 120.